# Младен Јосифовић
Младен Јосифовић (Суви До код Жагубице, 16. фебруар 1897 — Београд 23. јун 1981) био је српски и југословенски биолог и професор на Пољопривредно-шумарском факултету у Београду.

## Биографија
Професор Младен Јосифовић рођен је у Сувом Долу, општина Жагубца 16. фебруара 1897.године, а умро у Београду 23. јуна 1981. године. Био је биолог и професор на Пољопривредно-шумарском факултету у Београду, редовни професор на истом факултету од 1947. године. Такође био је и дописни члан САНУ, Одељења природно-математичких наука од 18. марта. 1948; редовни члан САНУ од 20. децембра 1961. године. 
Написао је велики број уџбеника из биологије, фитопатологије, пољопривреде, сродних наука.

### Одбори
Био је председник Одбора за фауну; председник Одбора за израду флоре Србије од 1965–1981. који касније прераста у Одбор за флору и вегетацију Ср Србије; председник Радне групе за ентомофауну СР Србије; МА Одбор за флору и фауну Југославије САЗУ. 

### Признања
Добитник је Албанске споменице, Седмојулске награде 1966. године, Октобарске награде Београда 1970. године, Ордена Св. Саве 4. реда; и Ордена заслуга за народ са златном звездом. 